# ترانسپوز کردن

ترانهش سیم‌ها در بالای یک تیر برق

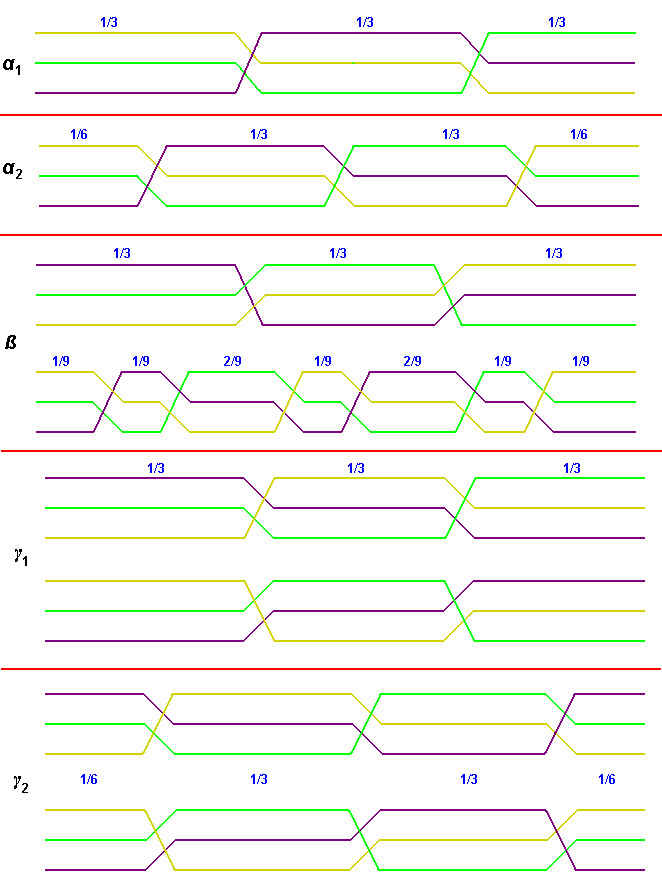
سه الگوی اصلی برای ترانهش و زیرمجموعه‌های آن‌ها

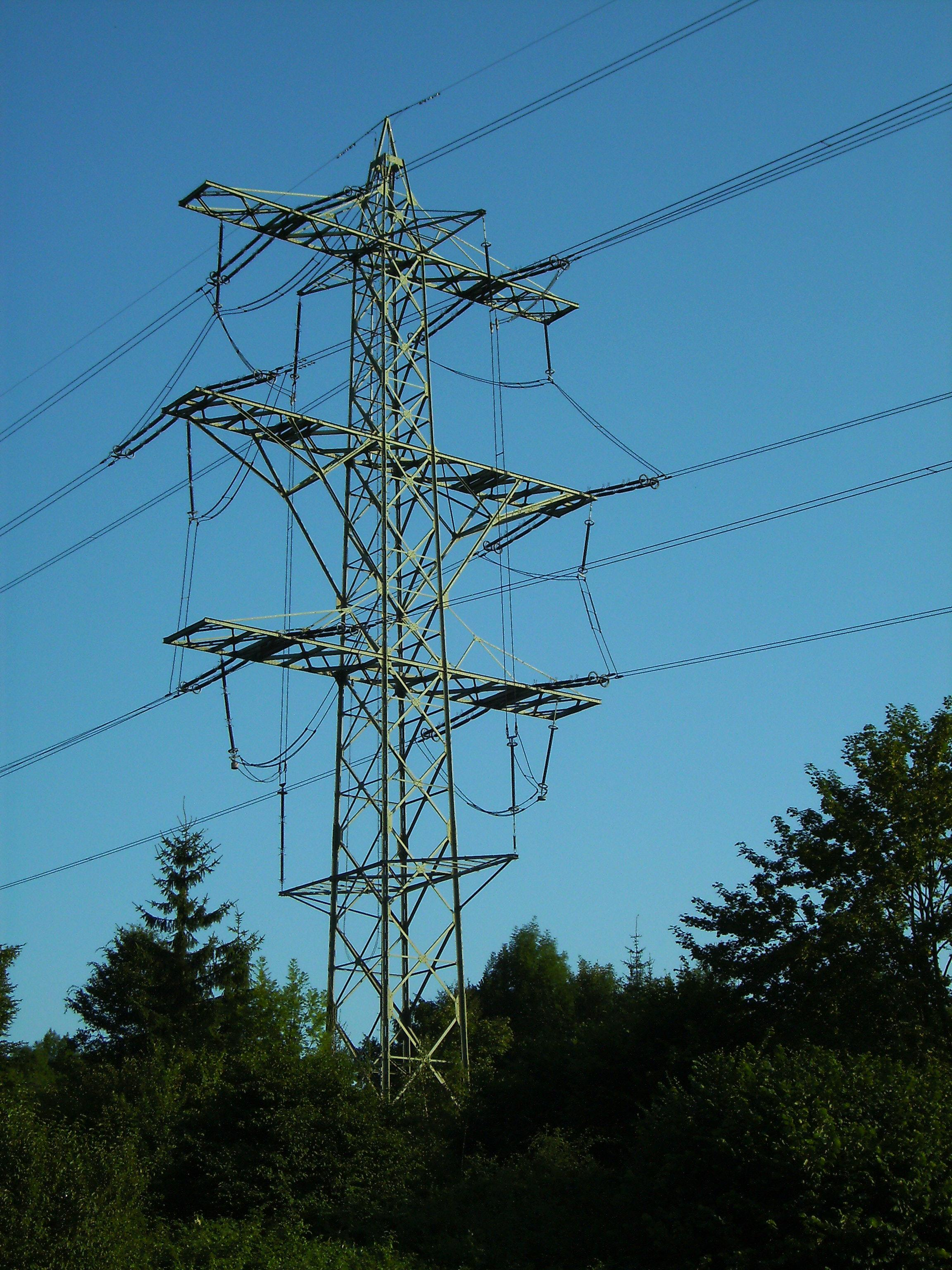
یک دکل انتقال نیرو.

ترانهش یا ترانسپوز کردن، (به انگلیسی: Transposition) به جابجایی هادی‌های یک خط انتقال در فواصل مشخص گفته می‌شود، به‌طوری‌که در کل خط، همهٔ هادی‌ها به یک اندازه در همهٔ مکان‌ها قرار گرفته باشند. در خطوط انتقال نیروی سه‌فازی که فاصلهٔ بین هادی‌هایشان منظم نباشد، مقدار القاوری و ظرفیت خازنی فازها متفاوت خواهد بود و از آنجایی که فازها با هم تبادل توان دارند، مقاومت ظاهری هر فاز می‌تواند بسیار متفاوت باشد. نتیجه این می‌شود که ثابت‌های خط انتقال تحت تأثیر فاصله‌گذاری‌ها قرار می‌گیرند. برای غلبه بر این مشکل جای هادی‌های خط را در فواصل برابر با هم عوض می‌کنند تا هر سیم در یک‌سوم طول خط در یکی از مکان‌های نسبی ممکن قرار گیرد و اثر القای متقابل بین فازها خنثی شود. در خطوط انتقال نوین به جای ترانهش خط در فواصل منظم، جابجایی مکان فازها در ایستگاه‌های کلیدزنی انجام می‌شود تا موازنهٔ ظرفیت خازنی و سلفی دقیق‌تر انجام شود. در جایی که خطوط انتقال مخابراتی مانند تلفن در نزدیکی خطوط انتقال نیرو قرار گرفته باشند، ولتاژهای شدیدی روی خط تلفن القا می‌شود که به شوک صوتی و نویز روی خط تلفن می‌انجامد. با ترانهش خطوط می‌توان تا حد زیادی این ولتاژها که حاصل القای الکترواستاتیکی یا الکترومغناطیسی هستند را کاهش داد.
هدف از ترانهش این است که ولتاژهای القایی الکترواستاتیکی در طول خط بین فازها موازنه شوند و نیروی محرک الکتریکی القایی روی فازها کاهش یابد. نتیجه این خواهد شد که اندوکتانس فازهای مختلف با هم یکسان می‌شود.
در یک خط انتقال سه‌فاز که ترانهش کامل شده باشد، مقدار اندوکتانس هر فاز از رابطهٔ زیر به دست می‌آید:
{\displaystyle L=2\times 10^{-7}ln({\frac {GMD}{GMR}})} (H/m)
در این رابطه GMD فاصلهٔ متوسط هندسی هادی‌ها و GMR شعاع متوسط هندسی هادی‌ها است.